# Couteuges
Couteuges – miejscowość i gmina we Francji, w regionie Owernia-Rodan-Alpy, w departamencie Górna Loara.
Według danych na rok 1990 gminę zamieszkiwały 313 osoby, a gęstość zaludnienia wynosiła 30 osób/km² (wśród 1310 gmin Owernii Couteuges plasuje się na 543. miejscu pod względem liczby ludności, natomiast pod względem powierzchni na miejscu 794.).